# Abborramåla
Abborramåla  (även Abborremåla) är en by belägen i Backaryds socken, Ronneby kommun. Byn ligger ett par kilometer öster om Hallabro och söder om den lilla Abborrsjön.